# 約翰·莎士比亞
約翰·莎士比亞（ 英語：John Shakespeare，1531年—1601年9月7日）是亞芬河畔史特拉福的英國商人，威廉·莎士比亞的父親。他是一名手套和惠特沃(whittawer)（手工皮革）的貿易商。1568年，莎士比亞被選入多個市政廳，擔任市議員、執達吏、鎮議會首席治安官和斯特拉特福市長，之後他因不明原因陷入困境。
他的財富後來恢復了，在去世前五年被授予了紋章，這可能是在他的兒子、演員和劇作家的鼓勵和犧牲下。
他和瑪麗·雅頓結婚，與她育有八個孩子，其中五個活到成年。

## 註腳
1. ↑  Campbell & Quinn 1966，第751–3頁; Schoenbaum 1987，第39, 42頁.
2. ↑  Schoenbaum 1987，第227頁.
3. ↑  . www.william-shakespeare.info.   [16 July 2017]. （原始内容存档于2022-07-18）.
4. ↑  Campbell & Quinn 1966，第752頁.

## 外部連結
- 莎士比亞家譜